# نيناد ستوجاكوفتش
نيناد ستوجاكوفتش هو لاعب كرة قدم صربي في مركز الوسط، ولد في 4 أبريل 1980 في زمون ‏ في صربيا. لعب مع راد بيوغراد ونادي بارتيزان ونادي باوك ونادي بودابست هونفيد ونادي راهيان كرمانشاه ونادي رودار بليفليا ونادي سونغ لام نغي أن ونادي موغرن.